# Gare d'Amagase
La gare d'Amagase (天ケ瀬駅, Amagase-eki) est une gare ferroviaire de la ville de Hita, dans la préfecture d'Ōita au Japon. Elle est exploitée par la JR Kyushu.

## Situation ferroviaire
La gare d'Amagase est située au point kilométrique (PK) 59,5 de la ligne principale Kyūdai.

## Histoire
La gare a été inaugurée le 29 septembre 1933.

## Service des voyageurs

### Accueil
La gare dispose d'un bâtiment voyageurs, avec guichets, ouvert tous les jours.

### Desserte
- Ligne principale Kyūdai :
  - voie 1 : direction Yufuin et Ōita
  - voie 2 : direction Hita et Kurume